# 高橋久二
高橋 久二（たかはし きゅうじ、1928年〈昭和3年〉9月1日 - 2006年〈平成18年〉8月21日）は、日本の政治家。品川区長（5期）。 

## 略歴
- 1928年（昭和3年）9月1日 - 東京府にて出生。
- 1947年（昭和22年） - 品川区役所に入所。
- 1951年（昭和26年） - 法政大学専門部法律科（旧制）を卒業。
- 1976年（昭和51年） - 品川区議会事務局長に就任。
- 1979年（昭和54年） - 品川区役所総務部長に就任。
- 1981年（昭和56年） - 品川区助役に就任。
- 1987年（昭和62年） - 品川区長選に出馬し、初当選。
- 2005年（平成17年） - 東京都特別区長会会長に就任。
- 2006年（平成18年）8月21日 - 品川区長5期目の任期中に胃癌のため死去、77歳[2]。死没日をもって旭日小綬章追贈、正五位に叙される[3]。

## 政策
全国初の公立小中一貫校（品川区立日野学園）を開校させている。
また、公立学校選択制の導入、幼保一元化の推進、高齢者福祉施設の充実などに尽力した。